# Alfie Burden

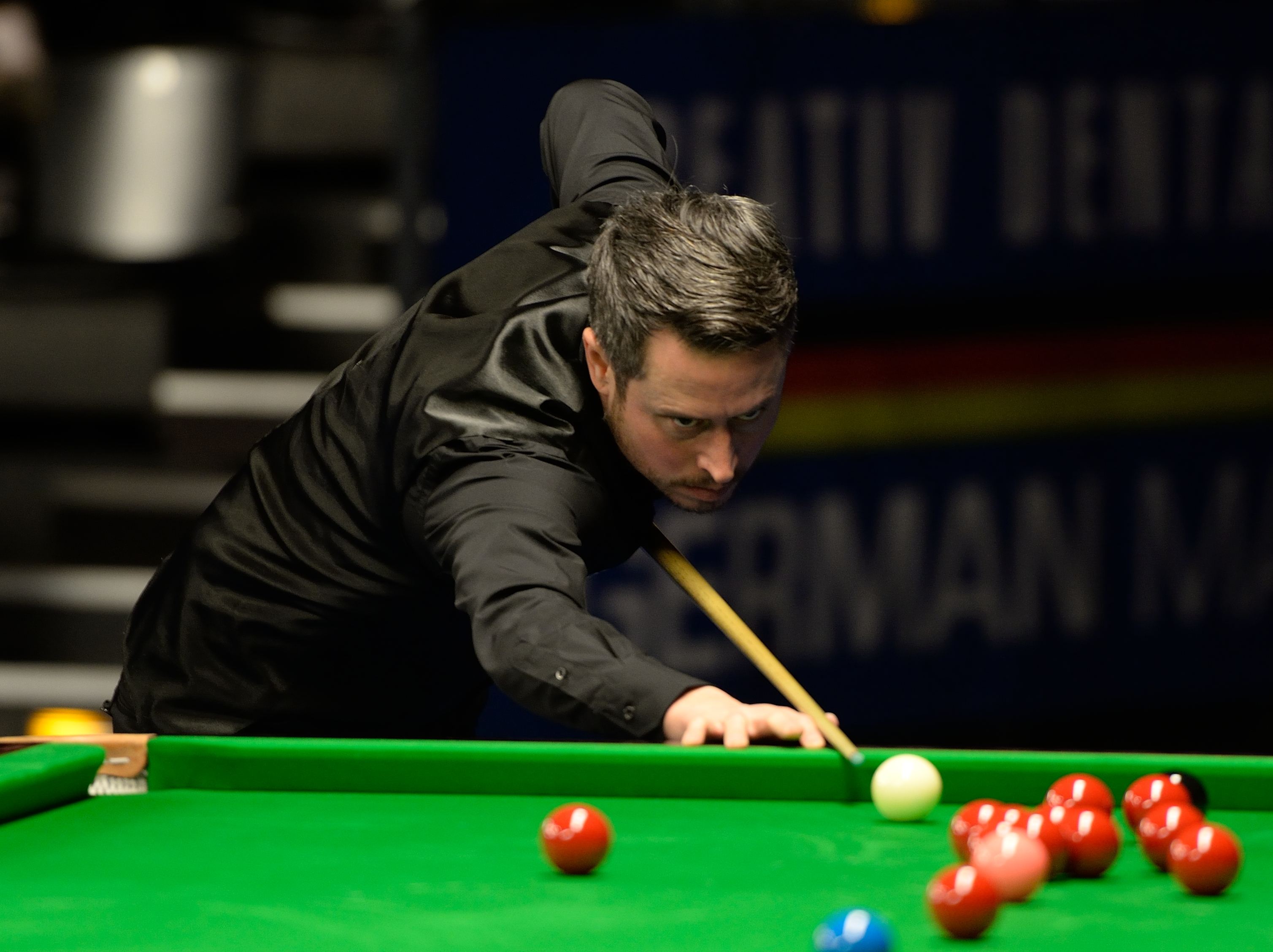
Alfie Burden, 2015

Alfie Burden, właśc. Alfred Burden (ur. 14 grudnia 1976 w Londynie) – angielski snookerzysta. Plasuje się na 69. miejscu pod względem zdobytych setek w profesjonalnych turniejach, ma ich łącznie 131.

## Kariera
Początkowo Burden chciał zostać zawodowym piłkarzem, lecz skomplikowane złamanie nogi pokrzyżowało jego plany. Spędził kilka sezonów w klubie Arsenal F.C., gdzie pracował jako praktykant. Szybko jednak zdał sobie sprawę, że musi wybrać kierunek rozwoju. Wybrał snooker.
W gronie zawodowców grywa od 1994 roku. Największym dotychczasowym osiągnięciem zawodnika był udział w fazie zasadniczej Mistrzostw świata 1998. Przegrał jednak już w pierwszej rundzie z Maltańczykiem Tony Drago 8-10.
W sezonie 2006/2007 podczas turnieju China Open 2007 Burden odniósł znaczący sukces. W kwalifikacjach do tego turnieju pokonał kolejno: Shokata Ali, Roda Lawlera oraz zawodnika z pierwszej 16 rankingu – Davida Graya. Dzięki temu zakwalifikował się do fazy zasadniczej turnieju, ale przegrał już w pierwszym pojedynku fazy głównej – pokonany przez Mei Xiwena 5-2 w rundzie dzikich kart.
W listopadzie 2009 wygrał IBSF World Snooker Championship rozgrywane w Hajdarabadzie w Indiach. W finale pokonał Brazylijczyka, Igora Figueiredo 10-8. To zwycięstwo umożliwiło Burdenowi powrót do stawki najlepszych snookerzystów; powrócił do Main Touru w sezonie 2010/2011.

### Sezon 2010/2011
Kwalifikacje do turnieju Shanghai Masters 2010 były dla zawodnika udane, bowiem dotarł do ostatniej, czwartej rundy. Pokonał kolejno: jedyną kobietę w Main Tourze Reanne Evans 5-1, Matthew Selta 5-4 oraz Marcusa Campbella 5-3. W czwartej rundzie, będąc o krok od awansu do fazy zasadniczej turnieju, przegrał jednak z Andrew Higginsonem 4-5.
W dniu 3 września 2020 ogłosił zakończenie kariery.